# Miguel Ángel Angulo
Miguel Ángel Angulo Valderrey (* 23. Juni 1977 in Oviedo), kurz Angulo, ist ein ehemaliger spanischer Fußballspieler.
Der offensiv flexibel einsetzbare Spieler stand den Großteil seiner Karriere beim FC Valencia unter Vertrag.

## Vereinskarriere
Angulo begann seine Karriere in der Jugendmannschaft von Sporting Gijón, in seiner Heimatstadt. Sein nächster Verein war die Jugendmannschaft des FC Valencia im Jahr 1995. Über Valencias B-Mannschaft ging es dann zur Saison 1996/97 leihweise zum damaligen Zweitligisten FC Villarreal. Anschließend spielte er wieder beim FC Valencia. Dort war er nicht immer unumstrittener Stammspieler, erzielte aber einige wichtige Tore und bestritt über 300 Spiele für Valencia. Außerdem gewann er jeweils zweimal die spanische Meisterschaft (2002, 2004), den spanischen Pokal (1999, 2008) und einmal den UEFA-Pokal (2004).
Für Schlagzeilen sorgte Angulo während eines Champions-League-Spiels der Saison 2004/05, als er im entscheidenden Vorrundenspiel gegen Werder Bremen beim Spielstand von 0:1 in Richtung seines Gegenspielers Tim Borowski spuckte. Nach einer groben Attacke gegen dessen Mitspieler Nelson Valdez hatte er kurz zuvor einen Platzverweis erhalten (90.). Insgesamt wurde er von der UEFA zu sieben Spielen Sperre verurteilt.
Angulo wurde im Dezember 2007 zusammen mit seinen Spielerkollegen Santiago Cañizares und David Albelda von Trainer Ronald Koeman ohne Angabe von Gründen aus dem Mannschaftstraining ausgeschlossen. Koeman wollte damit eine „Revolution“ in Valencia schaffen, da ihm dies jedoch nicht gelang, wurden die drei verbannten Spieler Ende April 2008 vom neuen Trainer Voro wieder in die Mannschaft berufen. In der Saison 2008/09 kam er zumeist als Joker zum Einsatz.
Im August 2009 ging er für ein Jahr ablösefrei zu Sporting Lissabon. Bereits vier Monate und vier Einsätze für den Lissaboner Klub später löste Angulo seinen Vertrag auf und beendete seine Profikarriere.

## Nationalmannschaftskarriere
Angulo spielte elfmal im spanischen Nationalteam. Das erste Spiel bestritt er im November 2000 beim 1:0-Sieg gegen England. An einem großen Turnier konnte er nicht teilnehmen, abgesehen von seinem Olympiasieg mit Spanien bei den Sommerspielen 2000.

## Erfolge
- Spanischer Meister: 2002, 2004
- Spanischer Pokalsieger: 1999, 2008
- Spanischer Supercupsieger: 1999
- Europäischer Supercupsieger: 2004
- UEFA-Pokalsieger: 2004
- Fußballolympiafinalist: 2000